# Даутский заказник
Даутский заказник — государственный природный заказник федерального значения в Карачаево-Черкесской Республике.

## История
Даутский заказник был учреждён 22 июля 1986 года с целью охраны, восстановления и воспроизводства объектов животного мира, а также их среды обитания.

## Расположение
Заказник располагается на Боковом хребте и северных склонах Главного Кавказского хребта, на территории Карачаевского района Карачаево-Черкесской Республики. Общая площадь заказника составляет 74 900 га.

## Флора и фауна
Растительный покров заказника разделён на два типа: лесной и горно-луговой. Широко распространены пихта, ель, сосна, бук, берёза, клён, осина, граб, гречишник, экспорцет, клевер, подорожник скальный, буковица, герань, манжетка и др. Встречаются дуб, рябина, черёмуха, заросли рододендрона и можжевельника. В Красную книгу России занесены такие виды, как тис, берёза Радде, лещина древовидная, хмелеграб, пыльцеголовник красный, ятрышник. Животный мир заказника включает такие виды, как тур, кабан, серна, медведь, косуля, куница, белка и др. В Красную книгу России занесены: переднеазиатский леопард, кавказская выдра, кавказский тетерев, беркут, бородач, чёрный гриф, белоголовый сип, сапсан, балобан, змееяд.